# Fraai haarmos
Fraai haarmos (Polytrichum formosum) is een soort uit het geslacht haarmos (Polytrichum).

## Etymologie en naamgeving
De botanische naam Polytrichum is een samenstelling van Oudgrieks πολύς, polus, (veel), en θρίξ, thrix (haar), naar het dicht behaarde sporogoon. De soortaanduiding formosus komt uit het Latijn en betekent 'mooi'.

## Determinatie
Fraai haarmos vormt donkergroene zoden of pollen. De stengels groeien rechtop, zijn onvertakt (behalve bij de vorm fastigiatum) en bereiken zelden een lengte langer dan 10 cm. De bladeren zijn donkergroen van kleur, alhoewel de schedevormige bladbasis een lichtere groentint heeft. De bladeren zijn smal-lancetvormig (9–12 mm lang), in vochtige toestand alzijdig afstaand en bij droog weer opwaarts plooiend rond de stengel. De bladrand is scherp getand en 2–6 cellen breed. In het bovenste deel van het blad vult de bladnerf bijna het hele blad. De bladschijf is aan de bovenzijde bedekt met overlappende lamellen en daardoor ondoorzichtig. De topcellen van de bladlamellen zijn in doorsnede afgerond.
De mannelijke planten ontwikkelen een stervormig perigonium.
De sporofyt bestaat uit een sporenkapsel of sporogoon op een 4–8 cm lange kapselsteel. De sporogonen zijn blok- of tonvormig, met vijf overlangse ribben, en gaan bij rijpheid knikken. Op de overgang tussen steel en sporenkapsel is geen afgescheiden schijfje te zien. Jonge sporenkapsels worden bedekt door een puntig, geel-bruin behaard huikje.

### Gelijkende taxa
Fraai haarmos is vaak moeilijk te onderscheiden van andere haarmossen. Ze wordt het meest verward met gewoon haarmos, die een vierribbig sporenkapsel heeft en een schijfje op de overgang van het kapsel naar de kapselsteel.

## Onderliggende taxa
Zeer zelden komen exemplaren van fraai haarmos met vertakte stengels voor. Deze worden als een aparte vorm onderscheiden: Polytrichum formosum f. fastigiatum.

## Ecologie
Fraai haarmos groeit voornamelijk op beschaduwde en halfbeschaduwde standplaatsen op zure tot zwak zure, zandige of lemige, oligotrofe bodems van naald- en loofbossen, waar het kleine zoden tot uitgestrekte, bultige tapijten vormt en daarbij niet alleen de bodem maar ook stronken en stenen bedekken. Het komt ook voor in de heide.

### Syntaxonomie

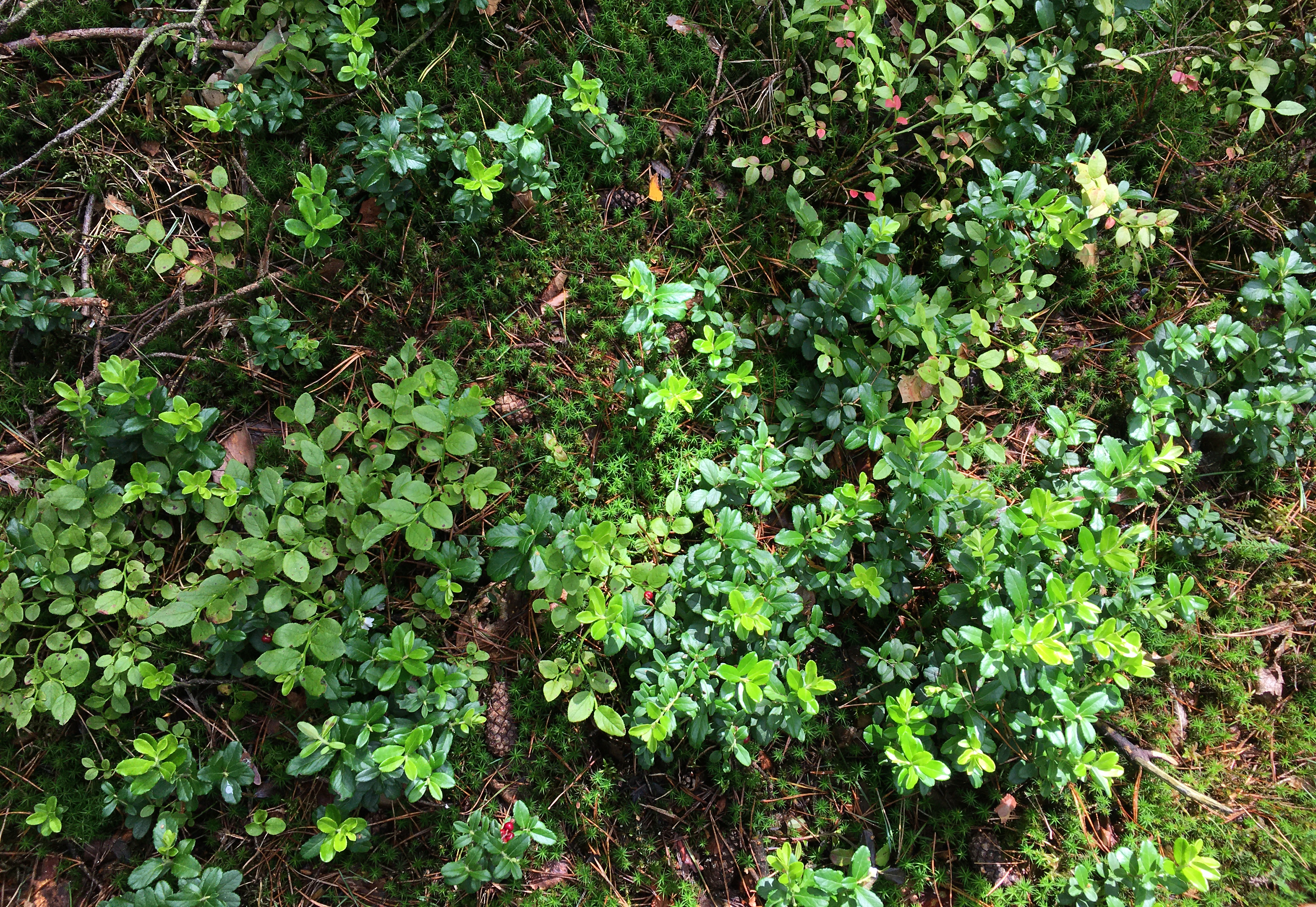
Fraai haarmos als dominante soort in de moslaag van het bosbessen-dennenbos.

Fraai haarmos komt in een zeer breed scala van syntaxa voor. Binnen de formaties van bossen geldt ze – wanneer ze terrestrisch optreedt in de moslaag – als diagnostisch voor de klasse van eiken- en beukenbossen op voedselarme grond en de klasse van naaldbossen. Binnen de zomen kent zij een zeer duidelijk optimum in de klasse van gladde witbol en havikskruiden. Verder geldt de soort als diagnostisch voor de pluisjesmos-klasse en de klasse van vertakt bekermos en neptunusmos.

## Verspreiding
Het verspreidingsgebied van fraai haarmos strekt zich uit over alle gematigde en koude streken van het Holarctisch gebied (Europa, Noord-Afrika, noordelijk Azië en Noord-Amerika). Vrijwel overal is de soort hier algemeen in bosgebieden met een lagere trofiegraad.
In Nederland en Vlaanderen is fraai haarmos algemeen en kent een duidelijk zwaartepunt op de hogere zandgronden.

## Fotogalerij

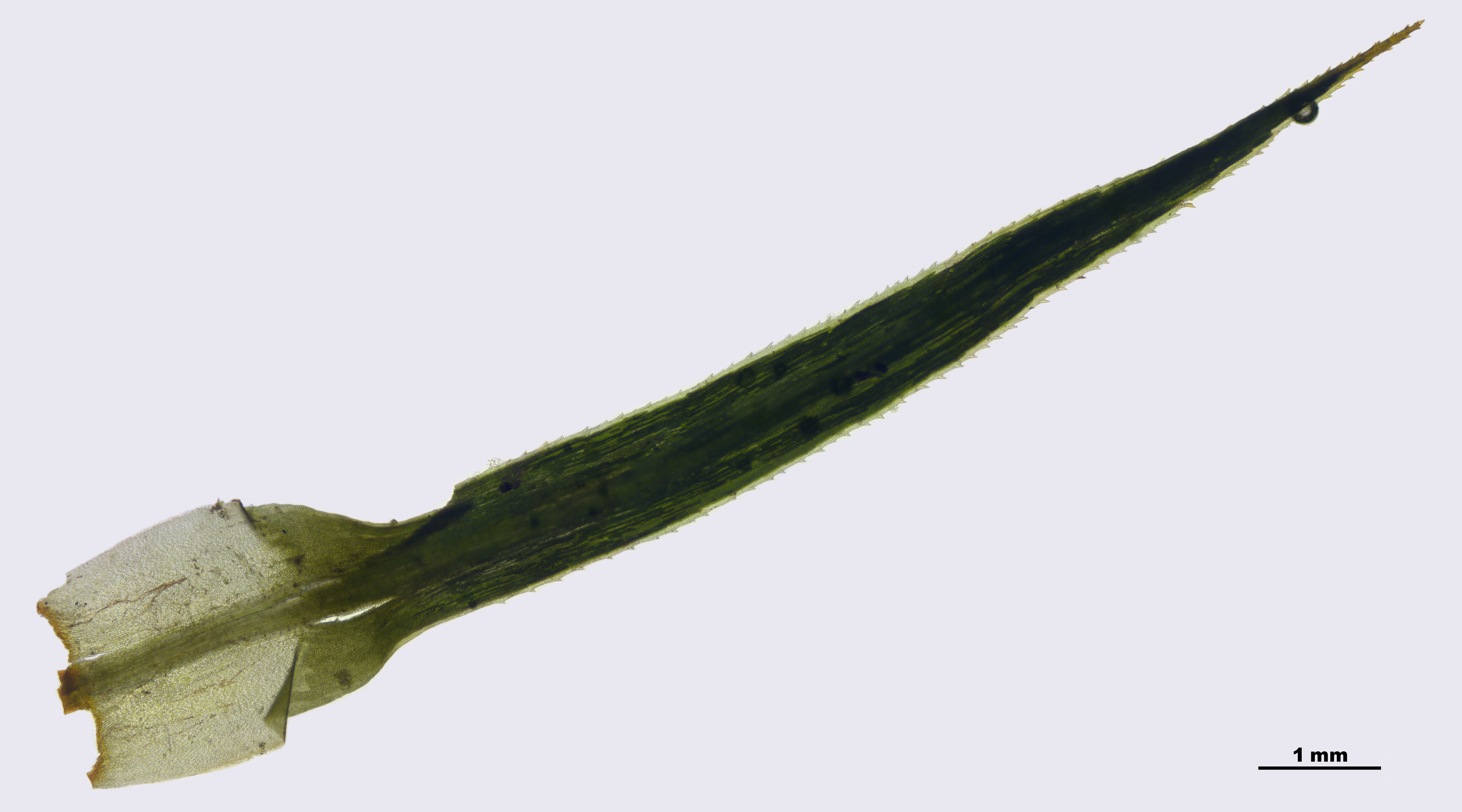
Blad
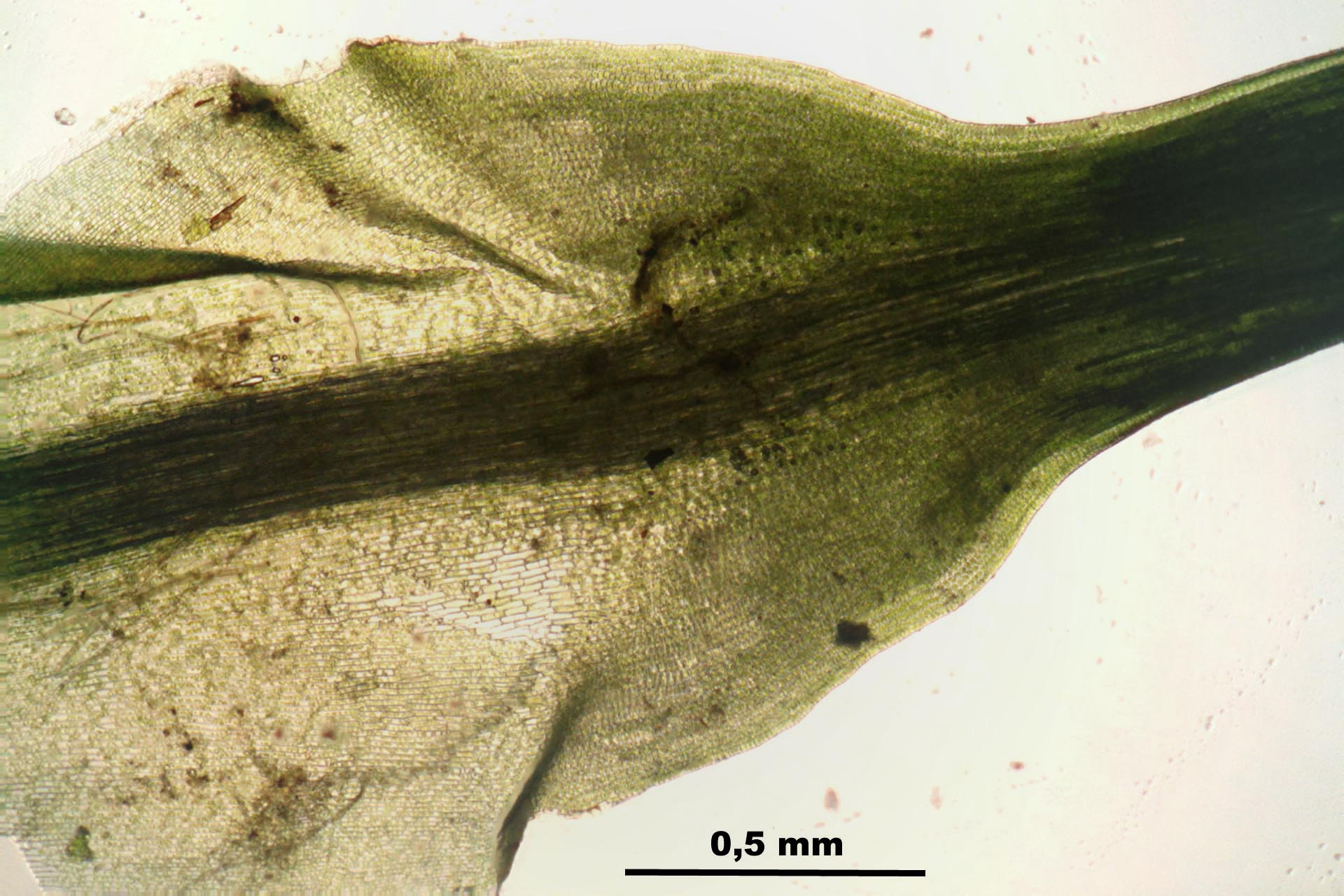
Bladvoet
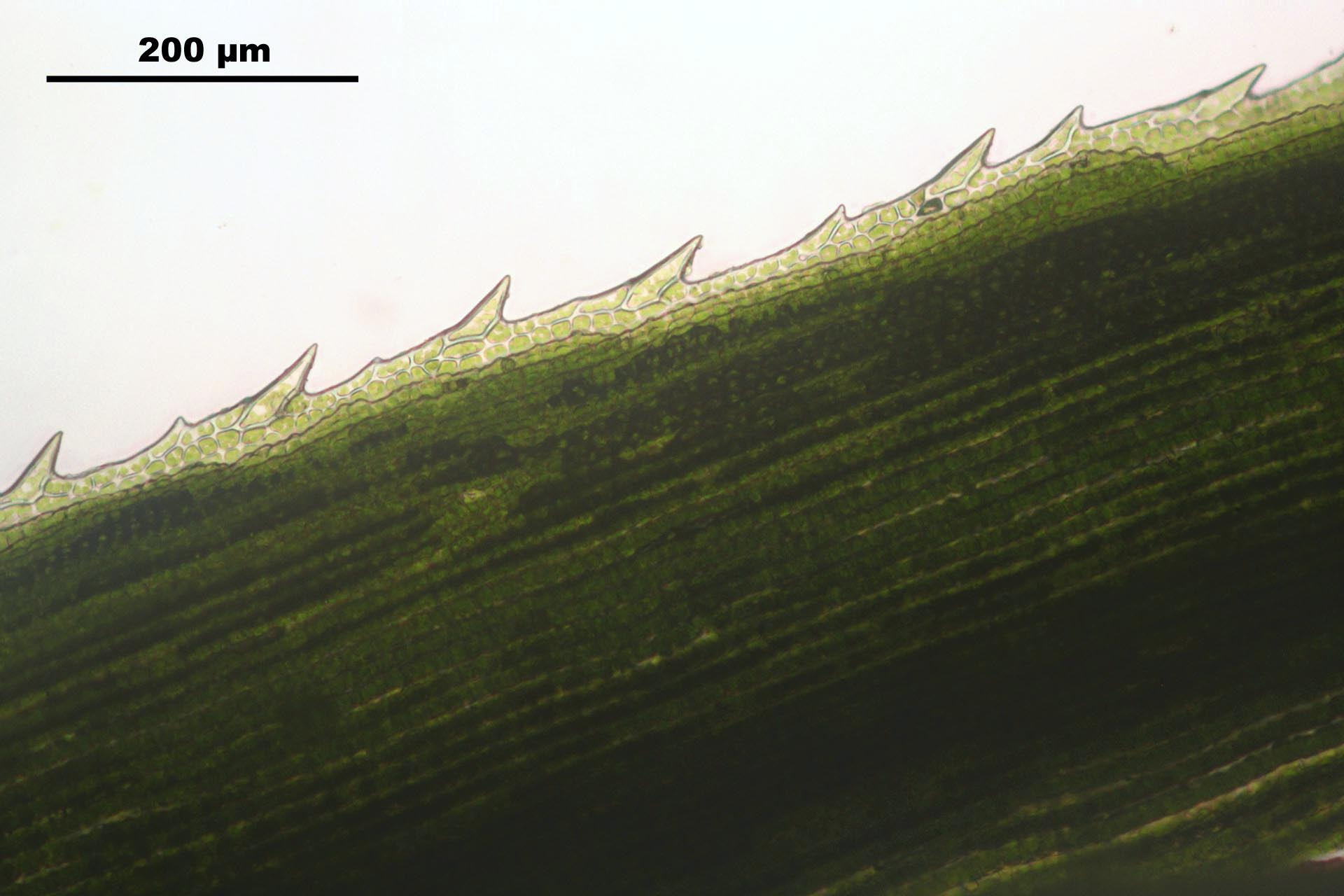
Bladrand
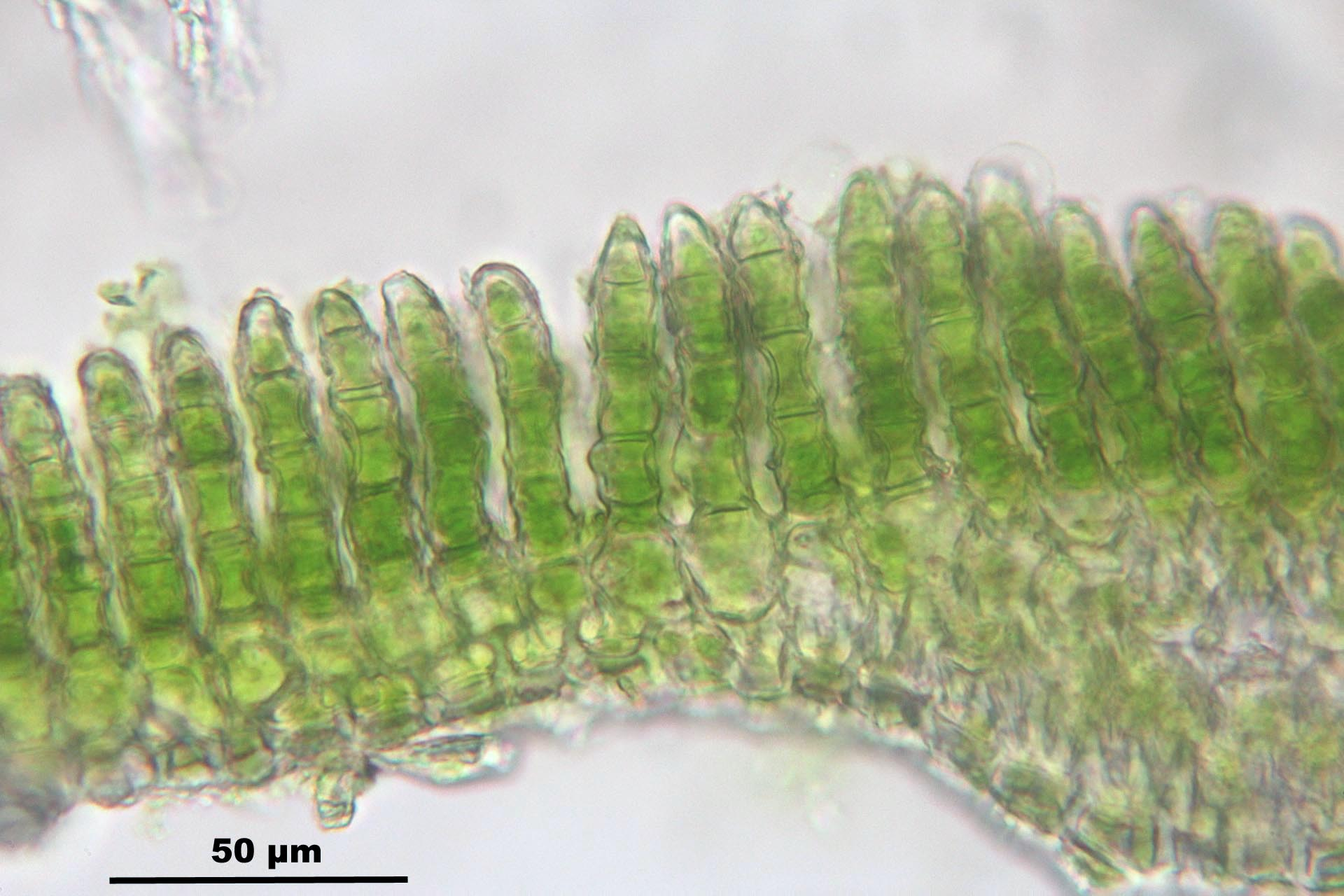
Bladdoorsnede
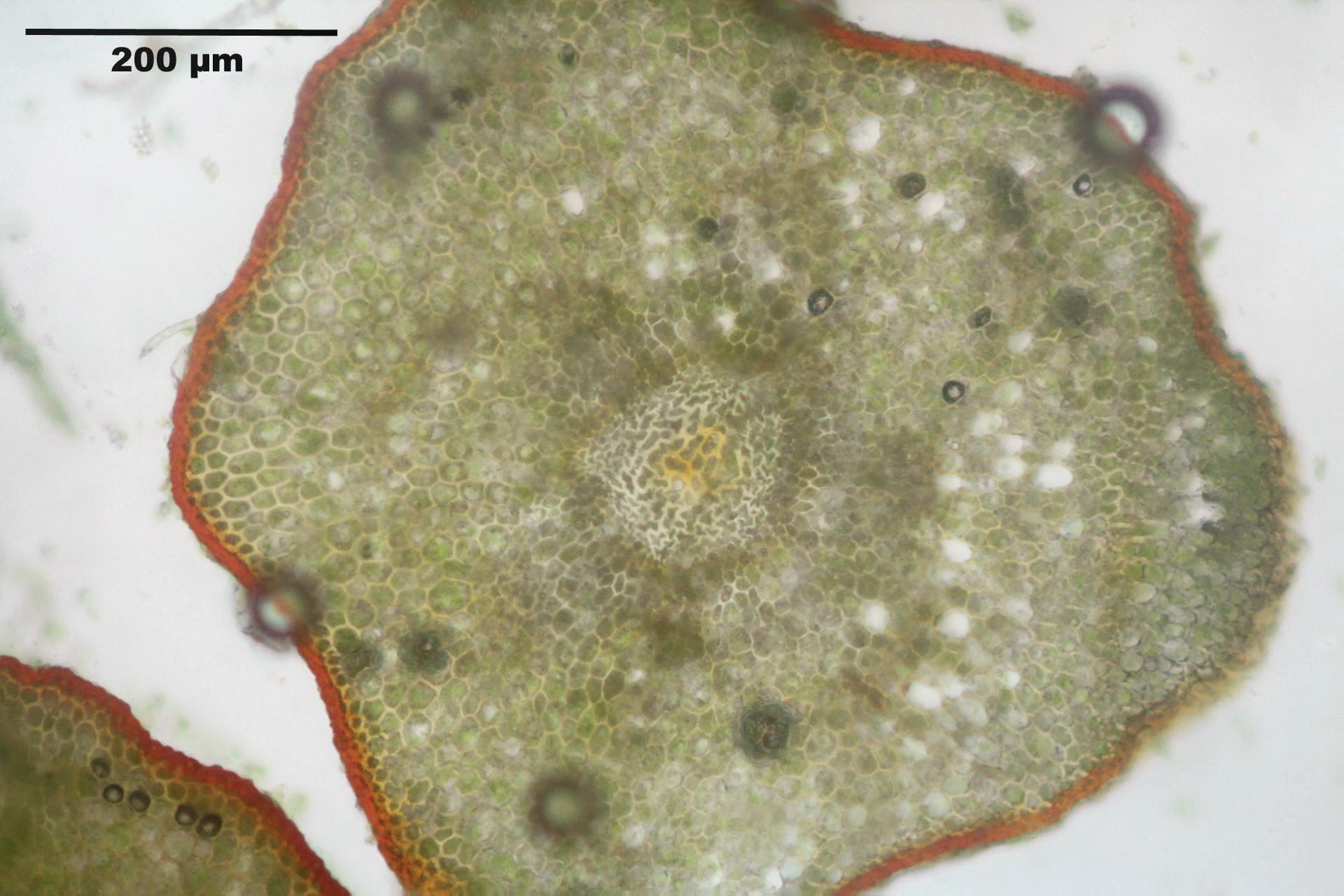
Stengeldoorsnede
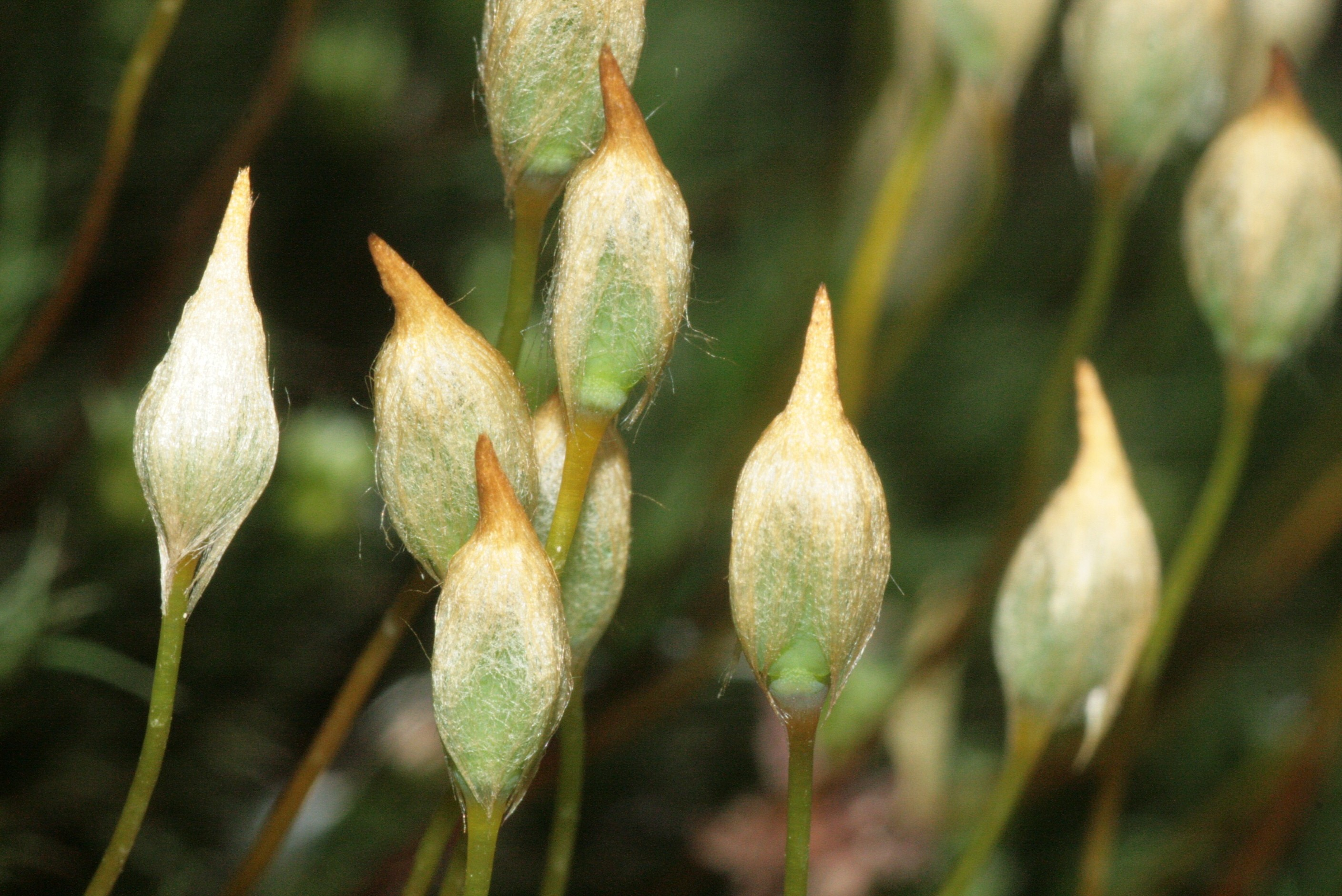
Sporenkapsel
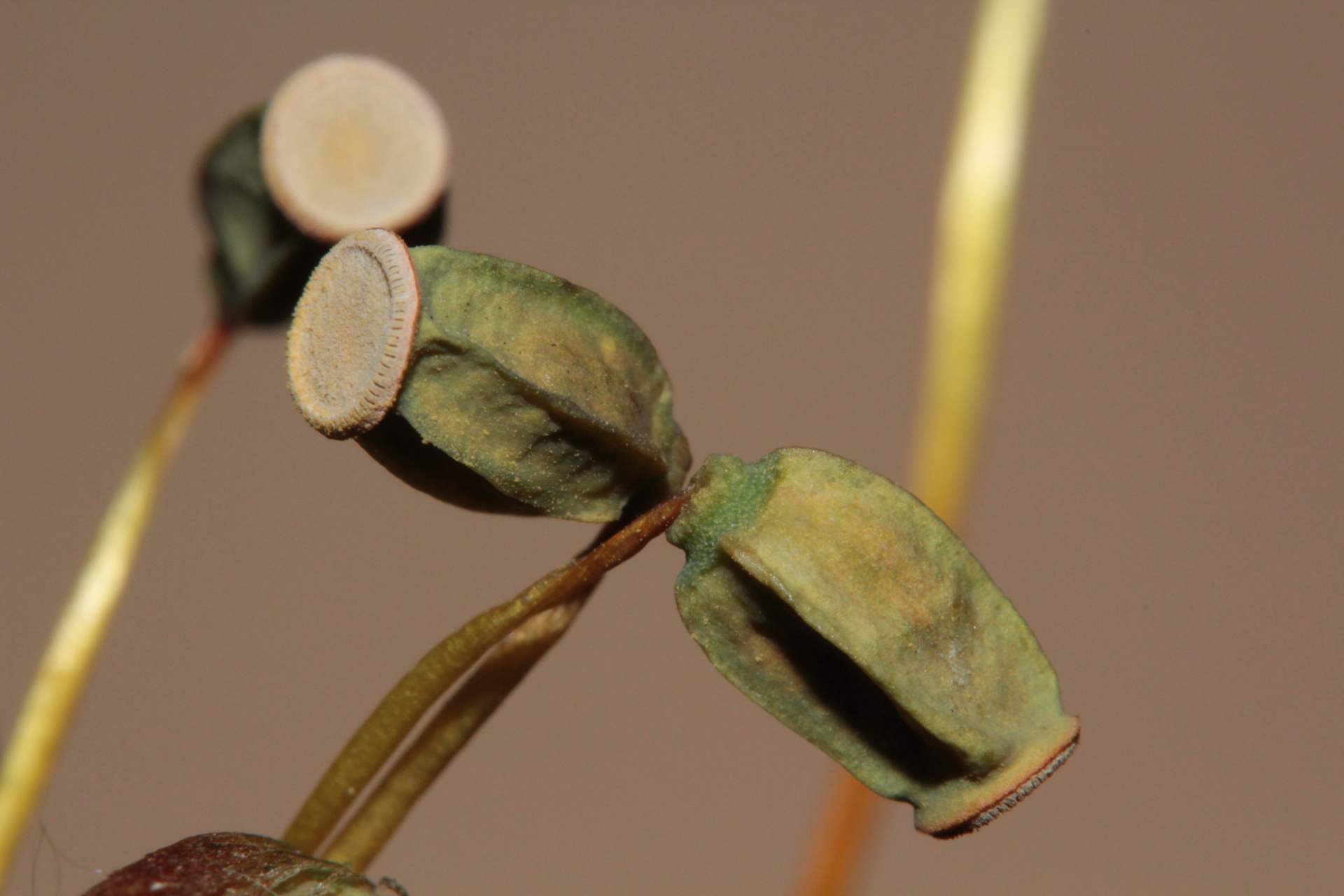
Sporenkapsel
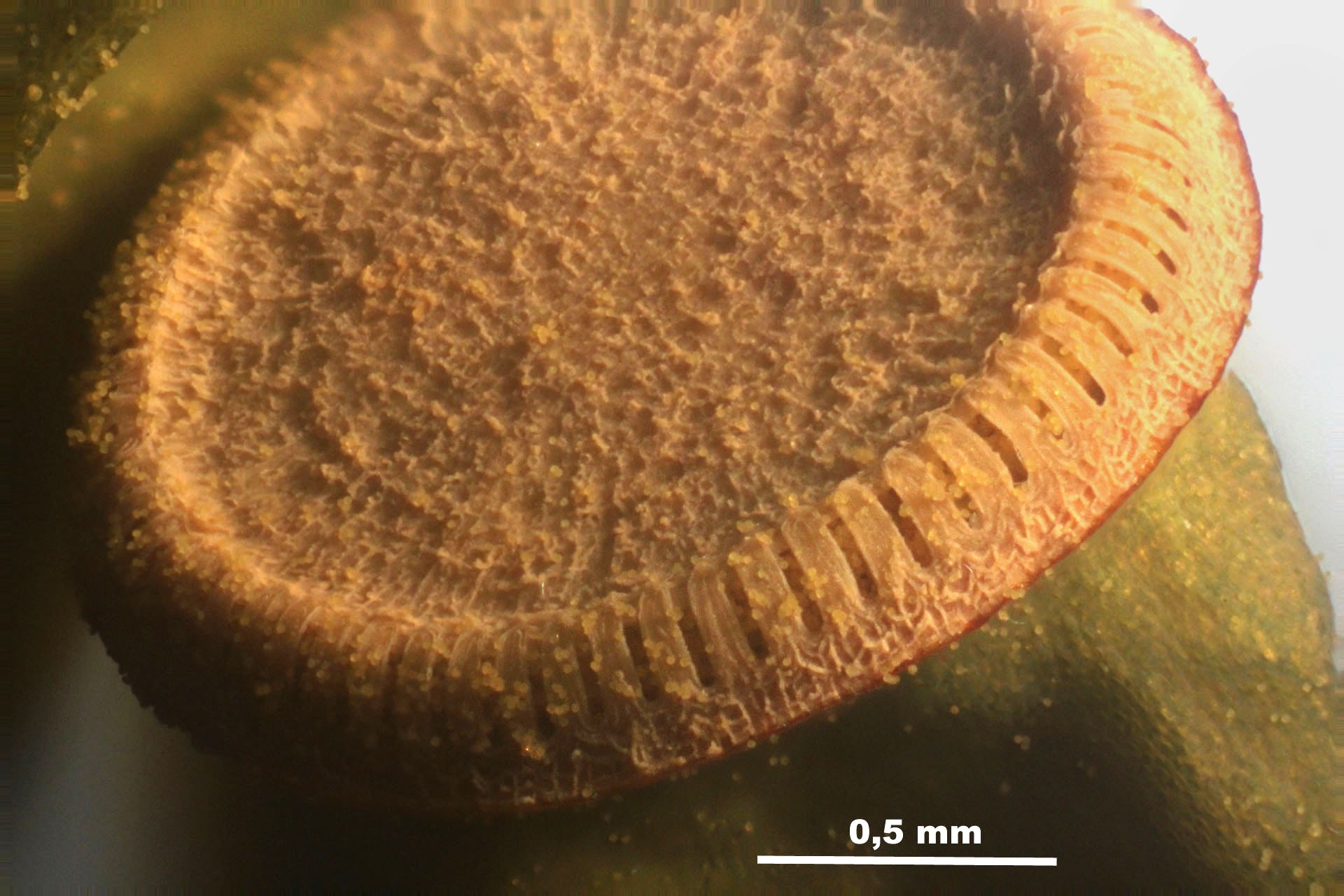
Sporenkapsel
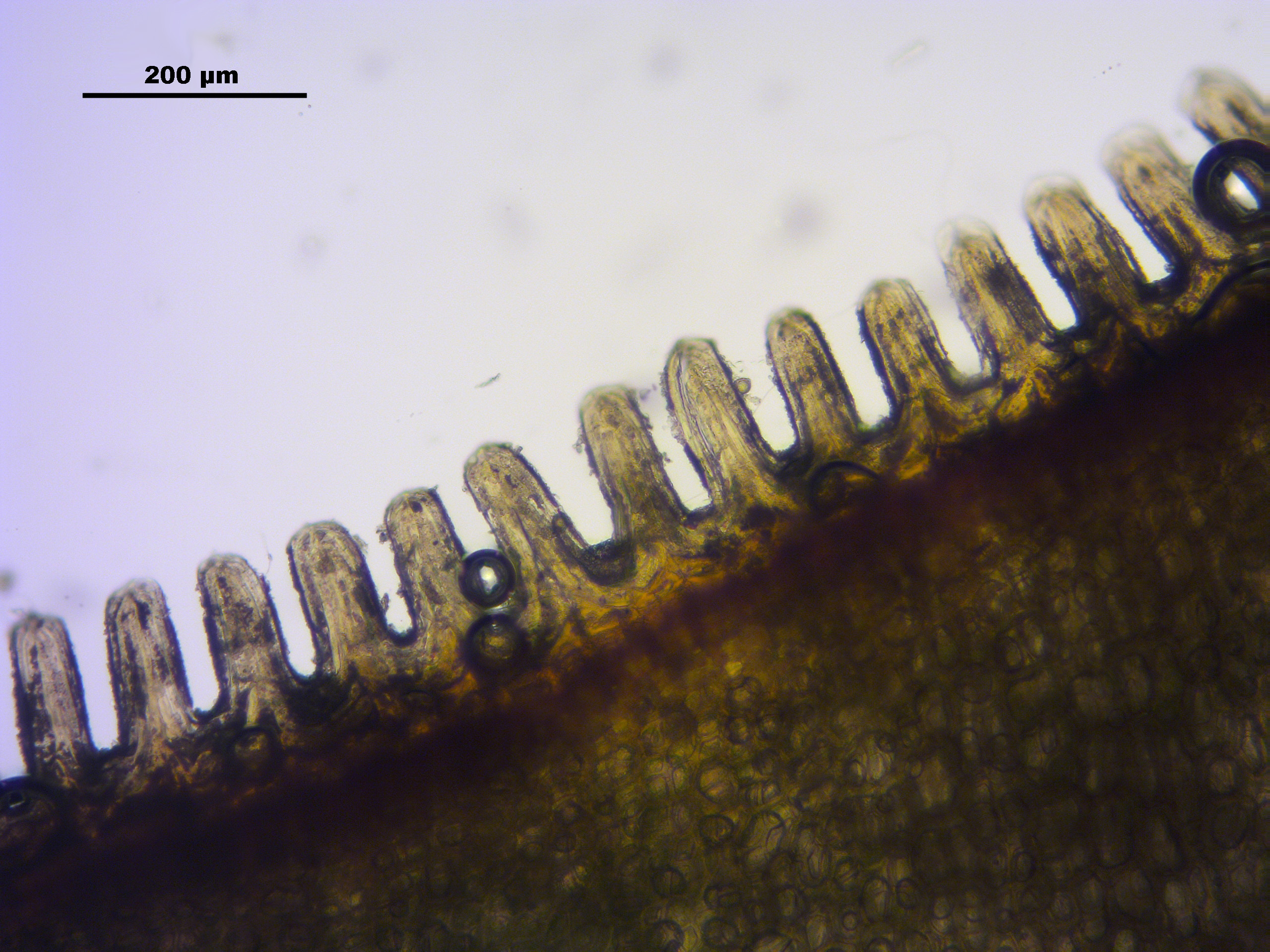
Peristoomtanden
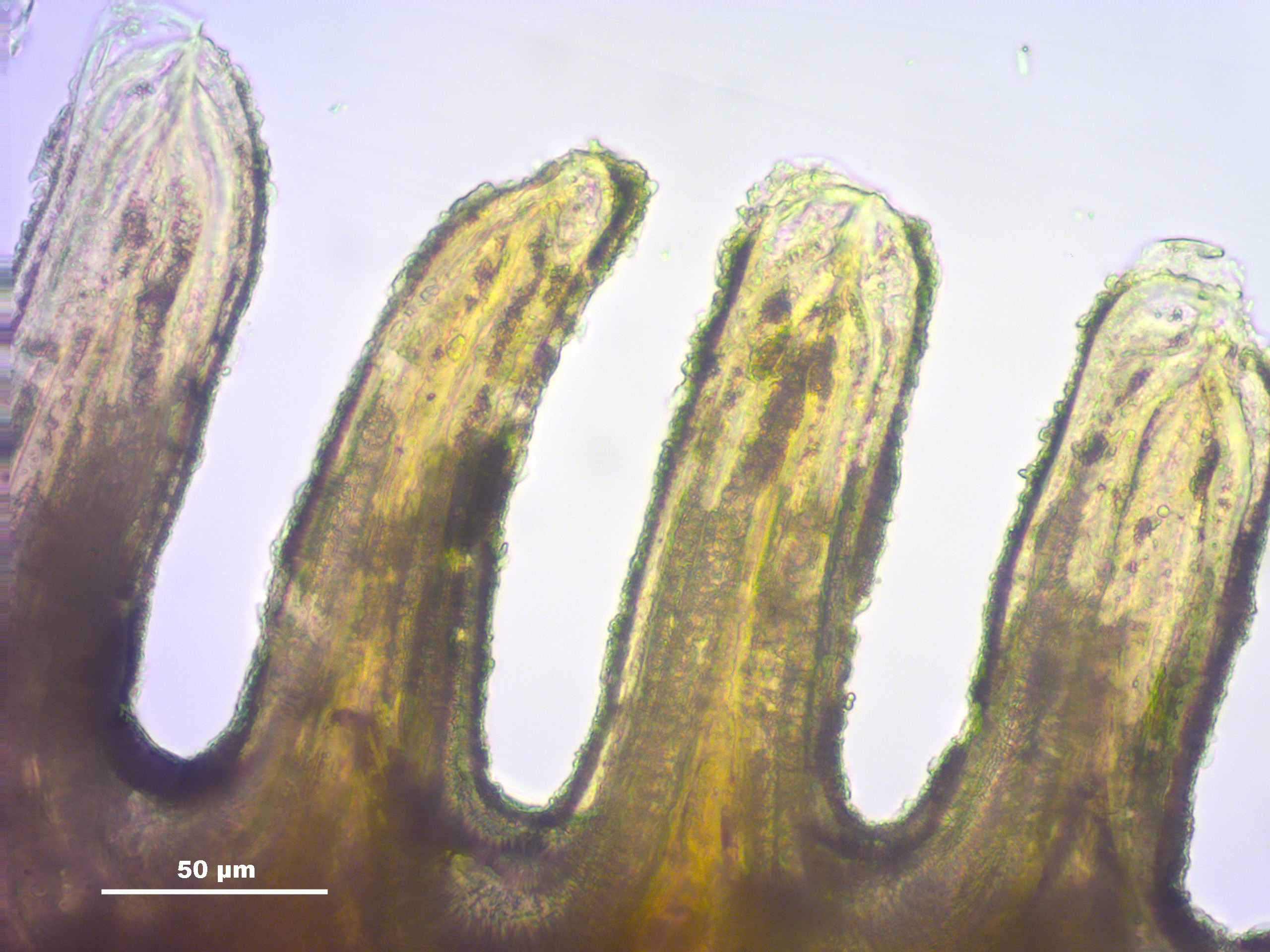
Peristoomtanden
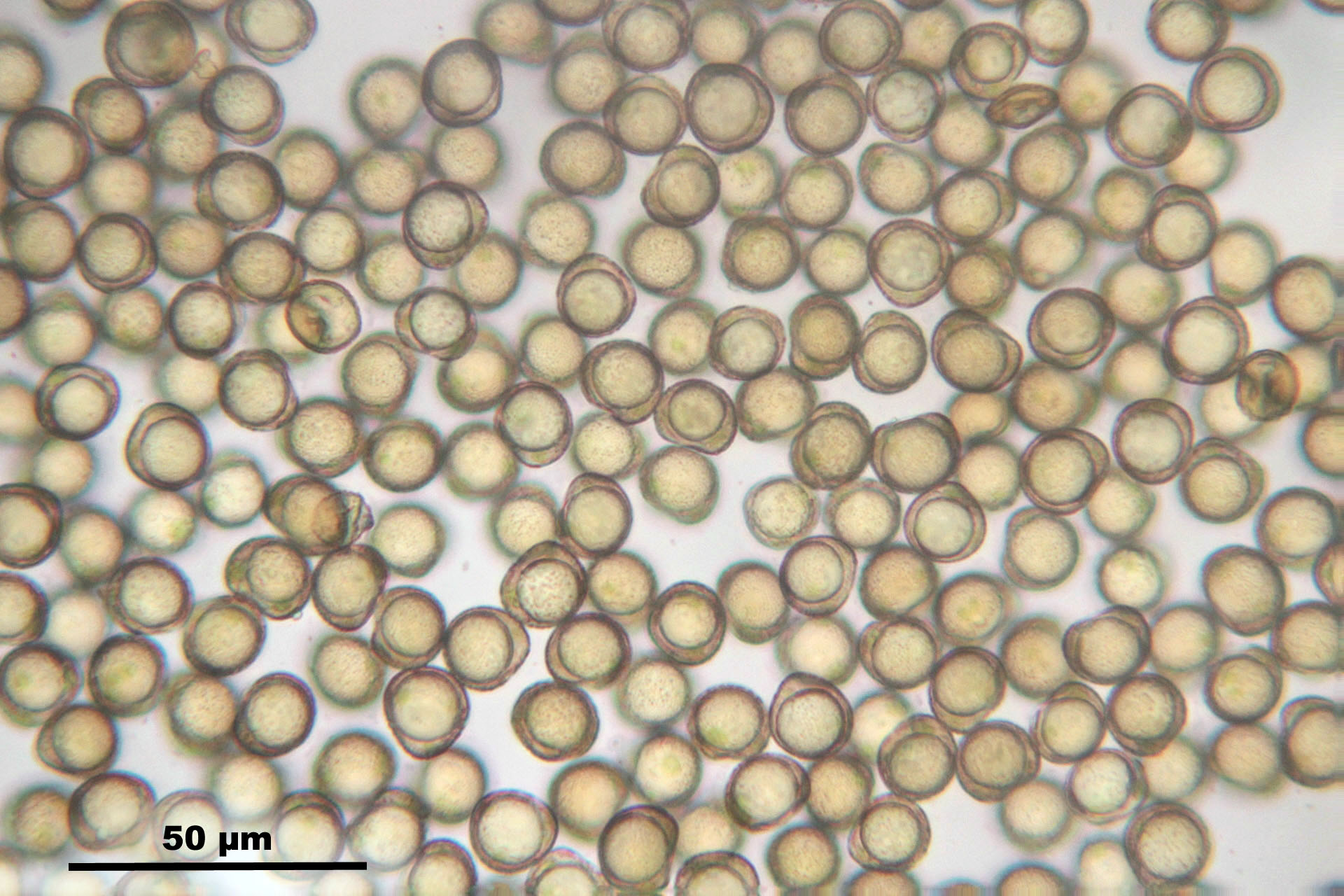
Sporen
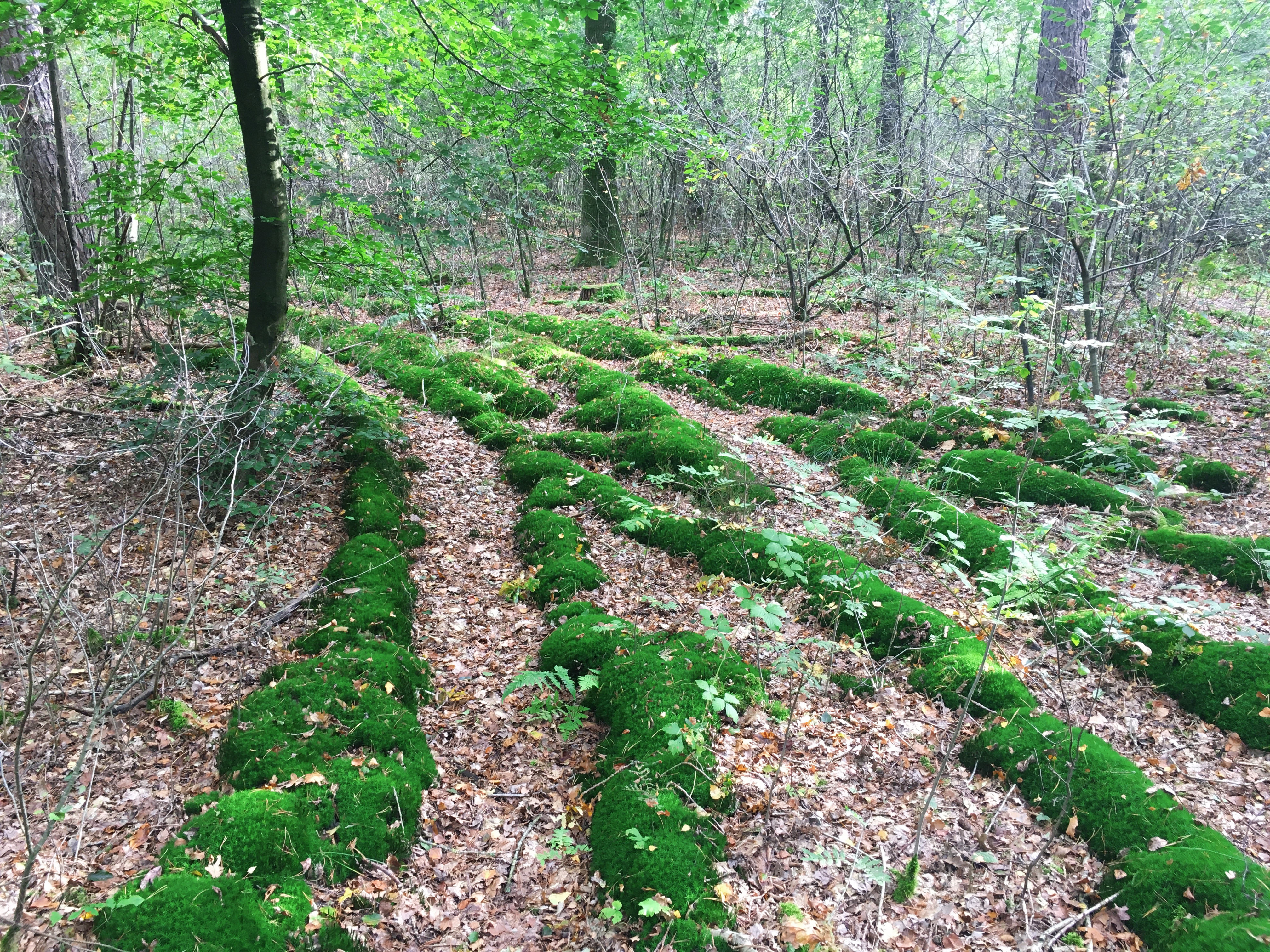
Oude tractorsporen begroeid met fraai haarmos